# フィット・フォー・ライフ
『フィット・フォー・ライフ』(Fit for Life)は、アメリカ健康科学カレッジにおいて最高学位取得したハーヴィー・ダイアモンドと、ファイベータカッパの会員であるマリリン・ダイアモンドによって書かれ2006年に出版された書籍。原著の初版は1985年。全世界で1,200万部を売り上げたベストセラー。「健康長寿には「不滅の原則」があった!」が副題とされる場合もある。果物を始めとし野菜などの植物性食品を勧め、一方、肉、魚、卵、乳製品など動物性食品を控えるように勧める内容となっている。原著"Fit for Life"の日本語訳には『フィット・フォー・ライフ』の他に『ライフスタイル革命～私たちの健康と幸福と地球のために』という書籍もあり、現在は絶版となっている。